# لوور تاون
لوور تاون (به انگلیسی: Lower Town) یک منطقهٔ مسکونی در کانادا است که در اتاوا واقع شده‌است. لوور تاون ۱۲٬۲۷۴ نفر جمعیت دارد و ۶۰ متر بالاتر از سطح دریا واقع شده‌است.